# Klaus Lugger

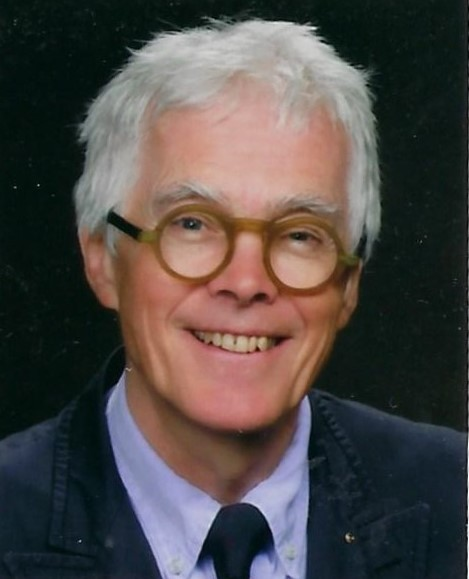
Klaus Lugger

Klaus Lugger (* 7. März 1948 in Innsbruck) ist ein österreichischer Funktionär des gemeinnützigen Wohnbaus und Jurist.

## Leben
Klaus Lugger besuchte die Volksschule in Innsbruck, maturierte 1967 am Bundesrealgymnasium Lienz und wurde 1972 an der Universität Innsbruck als Jurist promoviert.
Lugger ist ein Sohn des ehemaligen Bürgermeisters von Innsbruck Alois Lugger (1912–2005). Er ist verheiratet und hat zwei Kinder.

## Berufslaufbahn und Arbeitsschwerpunkte
Nach der einjährigen Rechtspraktikantentätigkeit am Landesgericht Innsbruck und am Bezirksgericht Lienz arbeitete er 1973 und 1974 als Rechtsanwaltsanwärter in der Rechtsanwaltskanzlei Dr. Schumacher/Dr. Purtscher.
Er arbeitete ab 1975 als Jurist bei der Gemeinnützigen WohnungsGmbH Neue Heimat Tirol und wurde ebendort Geschäftsführer.
1976 legte er die Konzessionsprüfung für das Immobilienmakler- und Immobilien-Verwaltungsgewerbe ab und wurde 1980 gerichtlich beeideter Sachverständiger für das Fachgebiet Immobilienverwaltung. Mit Bescheid vom 19. Februar 2001 wurde ihm zusätzlich der Befähigungsnachweis zur Ausübung des Gewerbes Immobilientreuhänder (Immobilienmakler, Immobilienverwalter, Bauträger) erteilt.
Ein besonderes berufliches Anliegen war Lugger die Umsetzung einer zeitgemäßen Architektur. Seit 1997 war er in Innsbruck bei 20 Architekturwettbewerben der Neuen Heimat Tirol und Innsbrucker Stadtbau als Jury-Obmann tätig. Alle Juryentscheidungen waren einhellig und umfassten ca. 2.800 Wohnungen. Alle Wettbewerbe wurden umgesetzt. Zwei davon, nämlich „Wohnen am Lohbach“ und das „Wohn- und Pflegeheim An-der-Lan-Straße“ wurden mit dem Bauherrenpreis der Zentralvereinigung der Architekten Österreichs ausgezeichnet.
Seit Beginn seiner beruflichen Tätigkeit in der NHT bemühte er sich um eine hohe Energieeffizienz im Wohnungsbestand und im Wohnungsneubau: Die NHT stattete als erster Bauträger Österreichs kostenlos alle Miethäuser mit Energieausweisen aus. Gegen große Widerstände setzte er das erste großflächige Passivhaus 2009 in Innsbruck durch, welches Wegbereiter für viele nachfolgende Bauten wurde. 2015 entstand in Innsbruck das erste Nullenergiewohnhaus.
In seiner Geschäftsführertätigkeit hat sich das regelmäßige Bauvolumen der NHT auf ca. € 140 Mio. verfünffacht und wurde zu einem der führenden gemeinnützigen Wohnbauträger Österreichs. Lugger war für das Baugeschehen in Innsbruck direkt verantwortlich. In seiner Geschäftsführerzeit wurden dort 2.879 Wohnungen und drei Pflegeheime errichtet.-
2016 durfte er die einmillionste geförderte Wohnung Österreichs in Radfeld übergeben.
Er war 1991 - 2014 als Berater des ÖVP-Parlamentsklubs aktiv.

## Interessensvertretungen / Expertentätigkeit
1977 - 2016 Vorstand der Tiroler Landesgruppe der gemeinnützigen Wohnbauträger
1986 - 2016 Tiroler Landesgruppenobmann der gemeinnützigen Bauträger
Österreichischer Verband gemeinnütziger Bauvereinigungen, Revisionsverband (GBV):
1982 - 2016 Aufsichtsrat bzw. Vorstand des GBV
1989 - 1995 Verbandsleitungsmitglied des GBV
1995 - 2016 Aufsichtsratsvorsitzender des GBV
1995 - 2014 Obmann der ARGE Eigenheim, ab 2014 Ehrenobmann der ARGE Eigenheim.
1996 - 2002 Mitglied des Vorstandes des Österreichischen Normungs-Institutes, nunmehr Austrian Standards International: Mitarbeit bei der Erstellung der ÖNORM A-4000 „Abrechnung der Bewirtschaftungskosten von Gebäuden mit Miet- und Eigentumsobjekten“ 2008 (Lang- und Kurzfassung, Belegsammlung).
1999 – 2016 österreichischer Vertreter bei der CECODHAS-Housing Europa (Europäischer Verbindungsausschuss zur Koordinierung der sozialen Wohnungswirtschaft). In dieser EU-Lobby der non-profit Wohnbauunternehmungen sind 8.000 Bauträger mit 7 Mio. Wohnungseinheiten und ca. 100.000 Wohnungsneubauten im Jahr vertreten. Sie ist in 3 Sektionen organisiert (Genossenschaftssektion, Private Sektion, Public Sektion).
2008 - 2010 Präsident der „Public Section“ (alle den öffentlichen Händen gehörigen Unternehmen).
2014 – 2016 Vizepräsident der Housing Europe Observatory (wissenschaftliche Begleitung) der CECODHAS.
Seit 2010 Mitglied des Expertenrates für Integration für das Handlungsfeld „Wohnen und die regionale Dimension der Integration“, Wien, Bundeskanzleramt.
Seit 2016 Ombudsmann der „Tiroler Tageszeitung“ für den Bereich Wohnen.
Lugger hielt Lehrveranstaltungen an der Universität Innsbruck und unterrichtete an Fachhochschulen und veröffentlichte Fachbücher.

## Anerkennungen
- 2001: Berufstitel Professor, GZ 64.151/113-Pr/1b/01
- 2007: Verdienstkreuz des Landes Tirol, Beschluss der Tiroler Landesregierung vom 9. Juli 2007
- 2008: Großes Ehrenzeichen für Verdienste um die Republik Österreich, GZ 13.911/0023-Pers/4a/2008
- 2000: mit Alois Leiter: Österreichischer Bauherrenpreis 2000 für Wohnen am Lohbach
- 2013: Internationales Olympisches Komitee: Preis für besondere Verdienste auf dem Gebiet Sport und nachhaltige Entwicklung[6]
- 2014: Goldenes Verdienstzeichen des Landes Oberösterreich
- 2016: Ehrenzeichen des Landes Tirol Rep-RV-3/105-2015
- 2015: mit Christine Oppitz-Plörer und Hubert Innerebner: Österreichischer Bauherrenpreis 2015 für Wohnheim Olympisches Dorf
- 2016: Ehrenring des Österreichischen Verbandes Gemeinnütziger Bauvereinigungen – Revisionsverband

## Mitgliedschaften
- 1977 wurde er Mitglied im Vorstand der Landesgruppe Tirol des Österreichischen Verbands Gemeinnütziger Bauvereinigungen, er war dann 9 Jahre Schriftführer und 30 Jahre Obmann der Landesgruppe Tirol.[2]
- Weiters war er Bundesobmann der ARGE Eigenheim und Aufsichtsratsvorsitzender des Revisionsverbandes (Gemeinnützige Bauvereinigungen in Österreich).[2]
- Er engagierte sich im Dachverband des europäischen gemeinnützigen Wohnbausektors CECODHAS HOUSING EUROPE.[2]
- Rotaryclub Innsbruck (1998/1999 Präsident).

## Publikationen
- Die gemeinnützige Wohnungswirtschaft in Tirol (= Tiroler Wirtschaftsstudien. Band 41). Wagner, Innsbruck 1989, ISBN 3-7030-0208-5.
- Tiroler Wohnhandbuch 1995. Studienverlag, Innsbruck 1995, ISBN 3-7065-1104-5.
- Österreichisches Wohnhandbuch. Von der Kriegswirtschaft zum Markt. Studienverlag, Innsbruck 1995, ISBN 3-7065-1123-1.
- mit Renate Wagner und Heinrich Wiesflecker: Forschungsvorhaben Betriebskostenabrechnung in Miet- und Eigentumswohnungen. Österreichisches Normungsinstitut, Wien 1995, DNB 94742234X.
- Innsbrucker Wohn-Handbuch 1996. Studienverlag, Innsbruck 1996, ISBN 3-7065-1165-7.
- Tiroler Wohnhandbuch 1998. Studienverlag, Innsbruck 1998, ISBN 3-7065-1274-2.
- Tiroler Wohnhandbuch 2001. Studienverlag, Innsbruck 2001, ISBN 3-7065-1592-X.
- Innsbrucker Wohn-Handbuch 2005. Studienverlag, Innsbruck 2005, ISBN 3-7065-4146-7.
- mit Walter Fuchs: Wohnungspolitische Vorschriften in Österreich von 1782–1940. Eine Quellensammlung. Manz’sche Verlags- und Universitätsbuchhandlung, Wien 2008, ISBN 978-3-214-14338-1 Download.
- Wohnbau sozial. Innsbruck von 1993 bis heute. Mit einem Beitrag Die Architektur des sozialen Wohnbaus in Innsbruck. von Claudia Wedekind. Haymon Verlag, Innsbruck 2009, ISBN 978-3-85218-614-6.
- mit Wolfgang Amann und Alexis Mundt: Wohnkostenstatistik in Österreich. Methodik, Ergebnisse, Interpretation. Institut für Immobilien, Bauen und Wohnen, Wien 2010, ISBN 978-3-9500588-6-4.
- Tiroler Wohnhandbuch 2010. Studienverlag, Innsbruck-Wien-Bozen 2011, ISBN 978-3-7065-4977-6.
- mit Helmut Alexander und Silvia Albrich: Die Geschichte der „Neuen Heimat Tirol“ 1939–2014. Haymon Verlag, Innsbruck 2013, ISBN 978-3-7099-7131-4.

Herausgeber:
- mit Wolfgang Amann: Ökologisierung der Wohnbauförderung im mehrgeschossigen Wohnbau. Institut für Immobilien, Bauen und Wohnen, Verein zur Förderung der Wohnungswirtschaft. Wien 2007, ISBN 3-9500588-4-4.
- mit Michael Holoubek (Redaktion): Die österreichische Wohnungsgemeinnützigkeit. Ein europäisches Erfolgsmodell. Festschrift für KR Helmut Puchebner zum 65. Geburtstag. Aufsatzsammlung. Institut für Immobilien, Bauen und Wohnen. Manz, Wien 2008, ISBN 978-3-214-00741-6.[7]